# Municipi de Skrunda
El municipi de Skrunda (en letó: Skrundas novads) és un dels 110 municipis de Letònia, que es troba localitzat al sud-oest del país bàltic, i que té com a capital la localitat de Skrunda. El municipi va ser creat l'any 2009 després d'una reorganització territorial.

## Ciutats i zones rurals
- Nīkrāces pagasts (zona rural)
- Raņķu pagasts (zona rural)
- Rudbāržu pagasts (zona rural)
- Skrunda (ciudad con zona rural)

## Població i territori
La seva població està composta per un total de 6.057 persones (2009). La superfície del municipi té uns 553,2 kilòmetres quadrats, i la densitat poblacional és de 10,95 habitants per kilòmetre quadrat.